# منتخب أبخازيا لكرة القدم
منتخب أبخازيا لكرة القدم هو منتخب معترف به جزئياً يمثل دولة أبخازيا غير المعترف بها، هذا المنتخب ليس عضو في الفيفا و اليويفا. ولا يستطيع المنافسة في بطولة كأس العالم ولا في بطولة أمم أوروبا لكرة القدم إلا أنه يشارك في كأس العالم لاتحاد الجمعيات المستقلة لكرة القدم.